# Lindneromyia kandyi
Lindneromyia kandyi är en tvåvingeart som beskrevs av Chandler 1994. Lindneromyia kandyi ingår i släktet Lindneromyia och familjen svampflugor. Inga underarter finns listade i Catalogue of Life.